# Stachys arrecta
Stachys arrecta là một loài thực vật có hoa trong họ Hoa môi. Loài này được L.H.Bailey miêu tả khoa học đầu tiên năm 1920.